# レイ・スターク
レイ・スターク（英語: Ray Stark, 1915年10月3日 - 2004年1月17日）は、アメリカ合衆国の映画プロデューサー。戦後のハリウッドにおいて、最も成功し、数多くのインディペンデント映画を制作したプロデューサーの1人である。1960年代から1990年代にかけて、作家およびタレント・エージェントでもあるスタークはその経験を活かして『スージー・ウォンの世界』(1960年)、『ウェスト・サイド物語』(1961年)、『荒馬と女』(1961年)、『ロリータ』(1962年)、『イグアナの夜』(1964年)、『禁じられた情事の森』(1967年)、『ファニー・ガール』(1968年)、『フクロウと子猫ちゃん』(1970年)、『グッバイガール』(1977年)、『おもちゃがくれた愛』(1982年)、『アニー』(1982年)、『マグノリアの花たち』(1989年)など興行収入の高い作品を制作した。
数多くの映画製作に加え、スタークはキャリアを通して様々な映画監督や作家と関係を築いていった。スタークはハーバート・ロスと8作、ジョン・ヒューストンと5作、シドニー・ポラックと3作の映画を制作した。また劇作家のニール・サイモンと18年間、共同で制作を行ない、『グッバイガール』(1977年)や『The Sunshine Boys』(1975年)など11作の映画を制作した。1980年、映画芸術科学アカデミーはスタークの生涯を通しての功績を称えアービング・G・タルバーグ賞を授与した。

## 生涯
イリノイ州シカゴで生まれる。
『ファニー・ガール』（1968年）と『グッバイガール』（1977年）でアカデミー作品賞にノミネートされた。1979年度にはアービング・G・タルバーグ賞を受賞した。
2004年1月17日、カリフォルニア州ウェスト・ハリウッドで亡くなった。

## ラスター・プロダクション
1966年、セヴン・アーツ・プロダクションズを退社し、自身でラスター・プロダクションを起業した。ラスターの最初の制作はバーブラ・ストライサンド主演の『ファニー・ガール』の映画化であった。1970年代から2000年代初頭にかけて『フクロウと子猫ちゃん』(1970年)、『追憶』(1973年)、『名探偵登場』(1976年)、『グッバイガール』(1977年)、『Seems Like Old Times』(1980年)、『アニー』(1982年)、『マグノリアの花たち』(1989年)などの著名な映画を制作した。1974年、ラスター・プロダクション、ラスター・ピクチャーズ、ラスター・フィーチャーズ、ラスター・テレビジョンはコロンビア ピクチャーズに買収された。その後スタークはラスター・フィルムズを創立し、1980年、再びコロンビア ピクチャーズに売却した。
2000年、ウォルト・ディズニー・テレビジョンとラスター・テレビジョンの共同制作による
ディズニー・チャンネルのテレビ映画『Alley Cats Strike!』がスタークにとって最後の映画作品となった。2004年、スタークが亡くなるとラスターは閉鎖され、コロンビア ピクチャーズに吸収合併された。

## バーブラ・ストライサンドとの映画作品
スタークの義理の母親であるファニー・ブライスの伝記的ミュージカル『ファニー・ガール』のファニー役の第1候補は舞台および映画女優のアン・バンクロフトであったが、ニューヨークの無名の新人歌手で女優のバーブラ・ストライサンドに惹かれていった。スタークおよびブロードウェイ公演の制作統括および演出のジェローム・ロビンズは長い交渉の末ストライサンドを配役することを決定した。
改訂を重ねたリハーサルの後、ブロードウェイにてミュージカル『ファニー・ガール』が開幕して好評を博し、批評的にも商業的にも成功した。スタークにとって念願だった大ヒットとなり、ストライサンドは本格的なスターとなった。これを起点として、以降11年間で4作を制作した。ブロードウェイ公演後、スタークは映画版『ファニー・ガール』を制作するためのコロンビア ピクチャーズやパラマウント・ピクチャーズとの契約がうまくいかず、ラスター・プロダクションズを創立した。1年ほど困難な交渉が続いた後、スタークはストライサンドとラスター・プロダクションズとの間で長期契約を結び、さらに『フクロウと子猫ちゃん』(1970年)、『追憶』(1973年)、『またまたおかしな大追跡』(1974年)、『ファニー・レディ』(1975年)の4本の映画を共に制作することとなった。

### 背景
1940年、スタークは、ファニー・ブライスとニック・アーンスティンの娘であるフランシス・ブライスと結婚した。ファニーの半生を語る上で、スタークはブロードウェイ・ミュージカル、映画版、その続編『ファニー・レディ』を制作することとなり、その全てでストライサンドが主演した。
スタークはブライスが思い出を口述した録音を基に伝記の執筆を依頼したが、その結果には不満があった。結局、この伝記『The Fabulous Fanny』の出版差し止めに5万ドルがかかった。その後、スタークはベン・ヘクトに伝記的脚本の執筆を依頼し、その後10人の作家が引き継いだが、いずれもスタークは満足しなかった。最終的にイソベル・レナートが執筆した『My Man』がスタークもコロンビア ピクチャーズの重役たちも満足させ、コロンビアはスタークに40万ドルと興行収入のうち何割かを支払うことを提案した。
脚本の読み合わせの後、メアリー・マーティンがスタークに連絡し、ミュージカルの舞台化を提案した。スタークはプロデューサーのデイヴィッド・メリックと作曲家について議論したところ、ジューリー・スタインとスティーヴン・ソンドハイムを勧められた。ソンドハイムはスタインに「ファニー・ブライスの半生記をメアリー・マーティンと共に作りたくない。メアリーはユダヤ人ではない。ユダヤ人の他の女優を探すべきだ」と語った。その直後、マーティンは本作への興味を失い手を引いた。
メリックはジェローム・ロビンズと本作について議論し、ロビンズはアン・バンクロフトに脚本を渡した。バンクロフトは楽曲に関わることを条件にブライス役を引き受けた。メリックはスタインにドロシー・フィールズとのコラボレーションを提案したが、スタインは関心がなかった。1ヶ月間、スタインはフロリダ州パームビーチに滞在してバンクロフトが歌う前提で作曲した。そこでスタインは作詞家のボブ・メリルに会い、「"Who Are You Now?"」や「"The Music That Makes Me Dance"」などの5つのメロディを演奏した。メリルはこれらの曲に作詞することを了承した。スタインはこれに満足し、メリルと共に残りの楽曲を完成させた。スタインとメリルはスターク、ロビンズ、バンクロフトに聴かせるためロサンゼルスに向かった。これ以前よりメリルと個人的な諍いのあったバンクロフトは降板した。
イーディ・ゴーメが候補に挙がったが、自身の夫であるスティーヴ・ローレンスがニック・アーンスティン役を演じるのであれば出演すると語った。制作陣はローレンスがニック役に合わないとして、スタークとロビンズはキャロル・バーネットに打診したが、バーネットは「ファニー役を演じたいが、ユダヤ人女優を探しているのではないか」と断った。スタインは『I Can Get It for You Wholesale』に出演していたバーブラ・ストライサンドこそ適任と考えた。ストライサンドはグリニッジ・ヴィレッジにあるボン・ソワールに出演しており、スタインはロビンズにストライサンドに会いに行くよう勧めた。ロビンズは好印象を持ち、ストライサンドにオーディションを受けるよう要請した。のちにスタインは「ストライサンドは酷い恰好だった。服装は全て古着だった。（ブライスの娘でスタークの妻の）フランシスは嫌悪感を露わにしてストライサンドをじろじろ見ていた」と語った。フランシスの反対に関わらず、スタークはストライサンドを配役した。
ロビンズはレナートと口論となり、スタークに脚本の舞台ミュージカル化に不適格なためレナートを降板させるべきだと語った。スタークはこれを断り、ロビンズは本作から離脱した。
本作は一時的に棚上げされ、スタークはバーネットの『Fade Out – Fade In』など他の作品を手掛けた。その後メリックはボブ・フォッシーを演出家として契約して再始動したが、フォッシーが降板して再度数ヶ月停止した。メリックはスタークにガーソン・ケニンを勧め、これを最後にメリックは離脱してスタークが単独でプロデューサーを務めることとなった。
ケニンが楽曲「"People"」がファニー役に合わないとしてカットを提案し、ストライサンドは演出家をケニンからロビンズに戻して欲しいと主張した。ストライサンドはこの曲をすでにシングルとしてリリースしており、メリルは「ストライサンドの作品史上最高傑作のため本作で使用すべきだ」と語った。この時にはボストンで上演されており、序曲でもメロディが登場するため観客に認知されていた。ケニンは観客の反応を見て残すことに同意した。
リハーサルの間から脚本や楽曲に問題があり、ボストンのシュバート・シアターで開幕した時にはすでに30分間カットされたにもかかわらず長すぎた。批評家らはストライサンドを称賛したが、作品としては好まれなかった。複数の批評家が脚本の問題が解決すればヒットする可能性があるとし、レナートは脚本の手直しを続けてフィラデルフィアに移行する前にさらに30分間カットした。
数週間、ニューヨーク外で上演され、ニューヨーク公演開幕は5回延期となった。フィラデルフィアのフォレスト・シアターとアーランガー・シアターで試験興行が行なわれた。5曲カットされ、シドニー・チャップリン演じるニックが歌うソロ「"You Are Woman"」はデュエットに書き直された。ストライサンドはケニンとは不仲のままで、キャロル・ヘイニーの振付の監督としてロビンズが復帰したことを喜んだ。

## フィルモグラフィ
- スージー・ウォンの世界 The World of Suzie Wong（1960）
- イグアナの夜 The Night of the Iguana（1964）
- 雨のニューオリンズ This Property Is Condemned（1966）
- 禁じられた情事の森 Reflections in a Golden Eye（1967）
- ファニー・ガール Funny Girl（1968）
- フクロウと子猫ちゃん The Owl and the Pussycat（1970）
- ゴングなき戦い Fat City（1972）
- 追憶 The Way We Were（1973）
- サンシャイン・ボーイズ The Sunshine Boys（1975）
- ファニー・レディ Funny Lady（1975）
- ロビンとマリアン Robin and Marian（1976）
- 名探偵登場 Murder by Death（1976）
- グッバイガール The Goodbye Girl（1977）
- トランザム7000 Smokey and the Bandit（1977）
- 名探偵再登場 The Cheap Detective（1978）
- カリフォルニア・スイート California Suite（1978）
- 出逢い The Electric Horseman（1979）
- 第2章 Chapter Two（1979）
- 昔みたい Seems Like Old Times（1980）
- アニー Annie（1982）
- 跳べ!シルベスター Sylvester（1985）
- スラッガーズ・ワイフ The Slugger's Wife（1985）
- 想い出のブライトン・ビーチ Brighton Beach Memoirs（1986）
- ブルースが聞こえる Biloxi Blues（1988）
- マグノリアの花たち Steel Magnolias（1989）
- ニール・サイモンの ヨンカーズ物語 Lost in Yonkers（1993）
- 企業買収/250億ドルの賭け Barbarians at the Gate（1993）テレビ映画